# 11352 Кольдевей
11352 Кольдевей (11352 Koldewey) — астероїд головного поясу, відкритий 28 листопада 1997 року.
Тіссеранів параметр щодо Юпітера — 3,178.